# Defossilisierung
Defossilisierung ist ein Sammelbegriff für die Substitution von kohlenstoffhaltigen Rohstoffen, die aus Materialien fossilen Ursprungs wie Torf, Kohle, Erdöl, Erdgas, Ölschiefer oder Ölsand hergestellt wurden, durch erneuerbare Rohstoffe, wie biogene Rohstoffe, Recyklate und atmosphärisches Kohlendioxid für die Herstellung von organischen Chemikalien einschließlich Kunststoffen.

## Bedeutung
Defossilisierung bezieht sich auf den Übergang von der Nutzung fossilen kohlenstoffhaltigen Rohstoffen wie Kohle, Erdöl und Erdgas zum Gebrauch von erneuerbaren und nachhaltigen Kohlenstoffverbindungen. Defossilisierung beschreibt den Prozess der Reduzierung und letztendlichen Eliminierung der Abhängigkeit von fossilen Rohstoffen als Ausgangsprodukt zur Herstellung von organischen Stoffen und Materialien, vor allem Kunststoffen. Dieser Prozess ist entscheidend, um die globale Erwärmung zu begrenzen und die Auswirkungen des Klimawandels zu mildern, da sich das CO2 bei defossilisierten Materialien in einem Kreislauf befindet und die Konzentration in der Atmosphäre nicht weiter zunimmt. Für eine erfolgreiche Umstellung braucht es nicht nur die Reduktion des Einsatzes fossiler Rohstoffe, sondern auch eine grundlegende Umgestaltung von Wirtschafts- und Energieinfrastrukturen. Dies, da die Maßnahmen zur Defossilisierung häufig kostenintensiver sind als die bisher verwendeten, nicht nachhaltigen Lösungen und zum Teil auch mit einem hohen Energieeinsatz einhergehen. Deshalb sollten die drei Basisstrategien der Green Economy (Effizienz, Konsistenz, Suffizienz) trotzdem beachtet und umgesetzt werden.
So zeichnet sich beispielsweise bei Wasserstoff, welcher die Basis für die Ausgangsstoffe (Methan, Methanol) vieler defossilierter Produkte darstellt, bereits Engpässe bei der Verfügbarkeit ab.
Grundsätzlich unterscheidet man drei Quellen für defossilisierte Materialien:
- Kohlenstoffdioxid-Abscheidung und -nutzung, wobei sowohl Kohlendioxid aus der Atmosphäre sowie aus Abgasströmen in Frage kommt;
- Biogene Materialien und
- Wiedergewinnung, wie zum Beispiel Lösemittel- oder Kunststoffrecycling.

## Etymologie
Das Wort „Defossilisierung“ setzt sich aus den drei Bestandteilen zusammen:
- Das Präfix „De-“ (lateinisch, deutsch ab-, ent-, weg-) drückt eine Negation oder Umkehrung aus.
- fossilis (deutsch ausgegraben) bezieht sich auf Überreste von Pflanzen oder Tieren, die in sedimentären Gesteinen zu Produkten wie Erdöl, Erdgas oder Kohle umgewandelt wurden.
- Die deutsche Endung „--ierung“ wandelt ein Verb in ein Substantiv um.

Zusammengesetzt bedeutet „Defossilisierung“ also wörtlich die Abkehr von der Verwendung fossiler organischer Rohstoffe.
Wortgeschichtlich ist der Begriff dem der Dekarbonisierung nachgebildet, um jene industriellen Bereiche abzugrenzen, die sich nicht dekarbonisieren lassen, weil sie auf chemischen Verbindungen des Kohlenstoffs (Carbon) basieren.

## Beispiele
Zur Defossilisierung werden vielfältige Technologien angewandt. Als Basis dient vielerorts Carbon Capture and Utilization (CCU), welches den benötigten Rohstoff CO2 bereitstellt. Dieser kann anschließend zum Beispiel in der Methanisierung oder Methanolisierung verwendet werden, welche wiederum als Ausgangsstoffe für E-Fuels, Chemikalien und pharmazeutische Wirkstoffe dienen können. Viele defossilisierte Stoffe bestehen auch aus biologischen Materialien, etwa Verpackungsmaterialien aus Pilzen oder Algen, oder sie nutzen biologische Rohstoffe als Ausgangsstoffe, etwa bei biobasierten Kunststoffen.
Teilweise werden biologische Abfallströme genutzt (sogenannter second generation feedstock), welche diese Abfälle wieder zu Rohstoffen macht und ihnen somit einen Wert zuweist, was zu einer vollständigeren Kreislaufwirtschaft führt.
Chemisches Recycling wird ebenfalls zur Defossilisierung dazugezählt, da mit dieser Maßnahme neues, fossiles Erdöl in der Kunststoffherstellung substituiert werden kann.

## Unterschied zur Dekarbonisierung
Defossilisierung und Dekarbonisierung sind wichtige Begriffe in der Klimadebatte, welche jedoch fälschlicherweise oft synonym verwendet werden, obwohl sie unterschiedliche Konzepte repräsentieren. Allerdings ergänzen sie sich gegenseitig und sind beide von entscheidender Bedeutung bei der Bekämpfung des Klimawandels.

### Defossilisierung
Unter Defossilisierung wird verstanden, dass weiterhin kohlenstoffhaltige Produkte eingesetzt werden, der Kohlenstoff jedoch aus nachhaltigen und erneuerbaren Quellen stammt und nicht mehr aus fossilen. Bei der Entsorgung dieses Materials (z. B. durch Verbrennung) kann weiterhin CO2 entstehen, jedoch nicht mehr, als bei der Produktion des Materials eingesetzt wurde. Somit ergibt sich ein CO2- bzw. Kohlenstoffkreislauf, wodurch im Endeffekt CO2-Konzentration in der Atmosphäre gleich bleibt.

### Dekarbonisierung
Bei der Dekarbonisierung ist das Ziel, bisher kohlenstoffbasierte Technologien durch kohlenstofffreie Technologien zu ersetzen, beispielsweise durch die Elektrifizierung von Prozessen oder den Einsatz von Wasserstoff. Da hierbei kein Kohlenstoff mehr verwendet wird, ist ausgeschlossen, dass klimaschädliches CO2 entsteht.

### Abgrenzung der Nutzung
Defossilisierung sollte erst zum Einsatz kommen, wenn Dekarbonisierung nicht möglich ist, da Dekarbonisierung meistens energieeffizienter und somit günstiger ist als Defossilisierung. Wird zum Beispiel ein Auto mit E-Fuels betrieben (Defossilisierung), welches aus erneuerbarem Strom hergestellt wird, wird 75 % der im Treibstoff gespeicherten Energie bei der Verbrennung im Motor in Wärme umgewandelt. Wird das Auto jedoch elektrisch betrieben (Dekarbonisierung) und direkt mit erneuerbaren Strom betankt, so wird lediglich 20 % der Energie in Wärme umgewandelt und 80 % kann für die Fortbewegung eingesetzt werden.

## Einsatzgebiete
Defossiliserung kommt da zum Einsatz, wo Kohlenstoff im Produkt nicht ersetzt werden kann und somit die Dekarbonisierung nicht angewendet werden kann. Das trifft etwa bei pharmazeutischen Wirkstoffen zu, welche aus Molekülen aufgebaut sind, welche wiederum größtenteils aus Kohlenstoffatomen bestehen. Diese Kohlenstoffatome können nicht ersetzt werden, da es sich sonst um einen komplett anderen Stoff handeln würde, mit grundverschiedenen Eigenschaften. Die Chemie setzt in diesem Fall Grenzen.
Dasselbe gilt für diejenigen Kunststoffe, die aufgrund ihrer spezifischen Eigenschaften weiterhin verwendet werden müssen, beispielsweise im Fahrzeugbau aufgrund ihrer Robustheit bei geringem Gewicht. Kunststoffe bestehen aus Ketten von Kohlenstoffatomen, für die es chemisch keine Alternativen gibt.

## Kontext
Die Geschichte der Defossilisierung ist eng mit der Entwicklung der Umweltbewegung und dem wachsenden Bewusstsein für die negativen Auswirkungen fossiler Brennstoffe auf das Klima verbunden. In den letzten Jahrzehnten haben internationale Abkommen wie das Pariser Klimaabkommen den politischen Willen gestärkt, den Klimawandel zu stoppen und somit auch die Defossilisierung voranzutreiben. Unterdessen wurden auch Organisationen gegründet, welche spezifisch die Förderung der Defossilisierung als Ziel haben, beispielsweise der Verein ccloop in der Schweiz.
Defossilisierung bedingt teilweise den Umbau kompletter Wertschöpfungsketten, weshalb es sich um einen komplexen Prozess handelt, der technologische, wirtschaftliche und soziale Herausforderungen mit sich bringt. Es erfordert das Engagement von Regierungen, Unternehmen und der Gesellschaft, um eine nachhaltige und klimafreundliche Zukunft zu gestalten.

## Kritik
Häufig kommen bei defossilisierten Stoffen biogene Rohstoffe zur Anwendung, da diese beim Wachstum CO2 aus der Atmosphäre aufnehmen. Allerdings sollte die Gewinnung nicht-fossiler Rohstoffe aus Biomasse nicht zu einer Ausdehnung der intensiv landwirtschaftlich genutzten Fläche auf Kosten natürlicher Lebensräume führen. Damit würde die Umweltbelastung, abgesehen vom CO2-Ausstoss, weiter erhöht werden.
Zudem muss darauf geachtet werden, dass wenn nicht-fossile Rohstoffe aus Biomasse gewonnen werden, dies nicht zu einer Konkurrenz mit dem landwirtschaftlichen Anbau von Nahrungsmitteln führt.
Ein Kritikpunkt ist, dass für die Defossilisierung große Mengen an nachhaltig erzeugten Strom notwendig sind, die derzeit noch nicht vorhanden sind und die in zunehmendem Maße für die Elektromobilität benötigt werden.
Weitere Kritik betrifft E-Fuels, da diese den Übergang zu einer klimaneutralen Welt behindern würden, da die Möglichkeit ihrer Verwendung in traditionellen Motoren und Prozessen als Argument benutzt werden kann, nicht auf neue, nachhaltigere Technologien und Defossilisierung umzusteigen. Eine verbreitete Anwendung von E-Fuel hängt jedoch maßgeblich von dessen Preis ab, wobei nach dem aktuellen Technologiestand unklar ist, ob E-Fuels in Zukunft überhaupt zu einem konkurrenzfähigen Preis hergestellt werden können. Zu beachten ist aber, dass Defossilisierung im engeren Sinne die stoffliche Verwendung von organischen Materialien, nicht jedoch ihre energetische Verwendung umfasst. Klar ist allerdings auch, dass Material aus demselben Materialfluss sowohl stofflich als auch energetisch verwendet werden kann und dass bestimmte Materialien nach einer zunächst stofflichen Verwendungen am Ende des Lebenszyklus auch einer energetischen Nutzung (Verbrennung) zugeführt werden können.